# Jan Cosijn

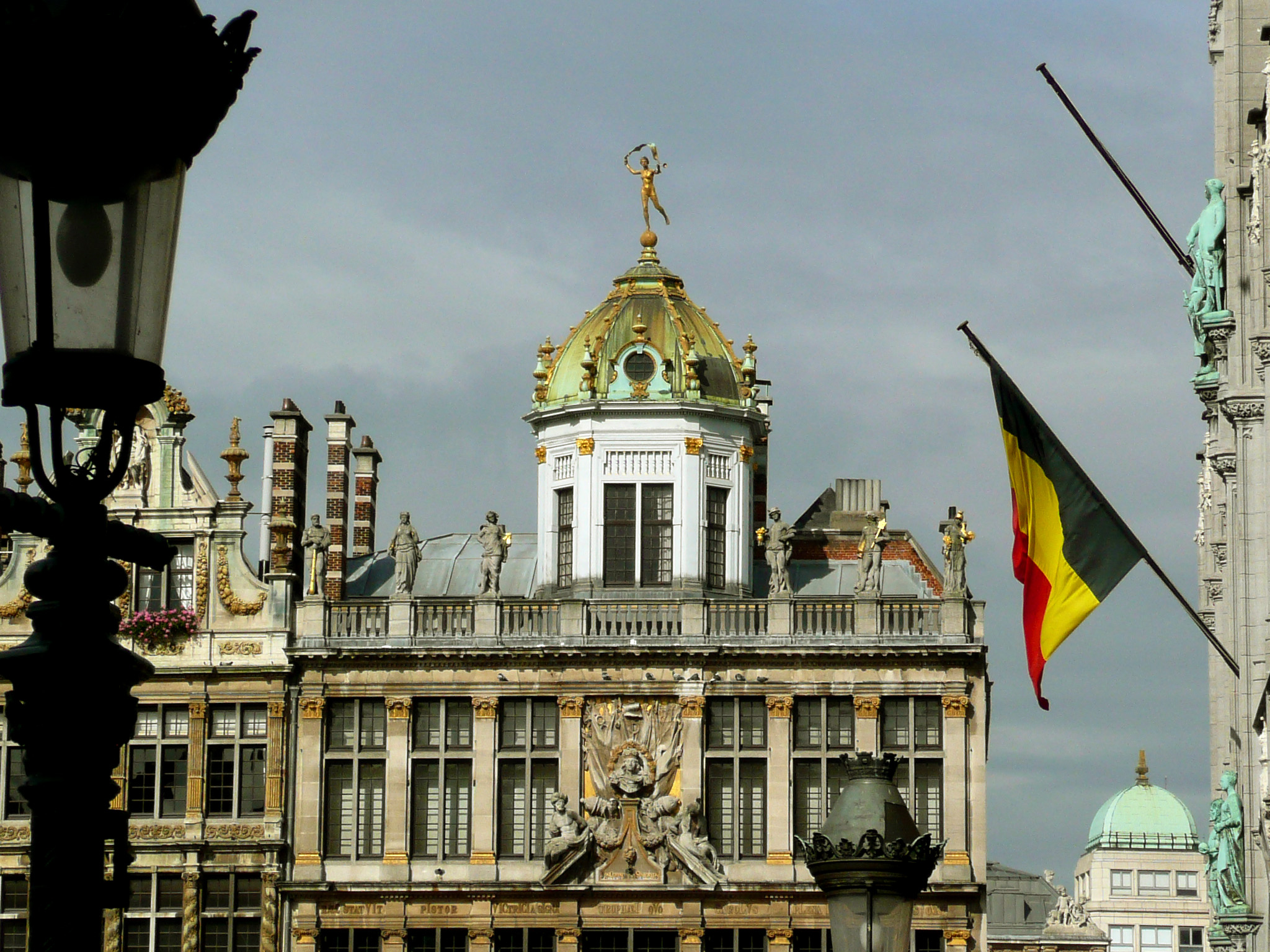
Den Coninck van Spaignien op de Brusselse Grote Markt. Werk van Cosijn uit 1697.

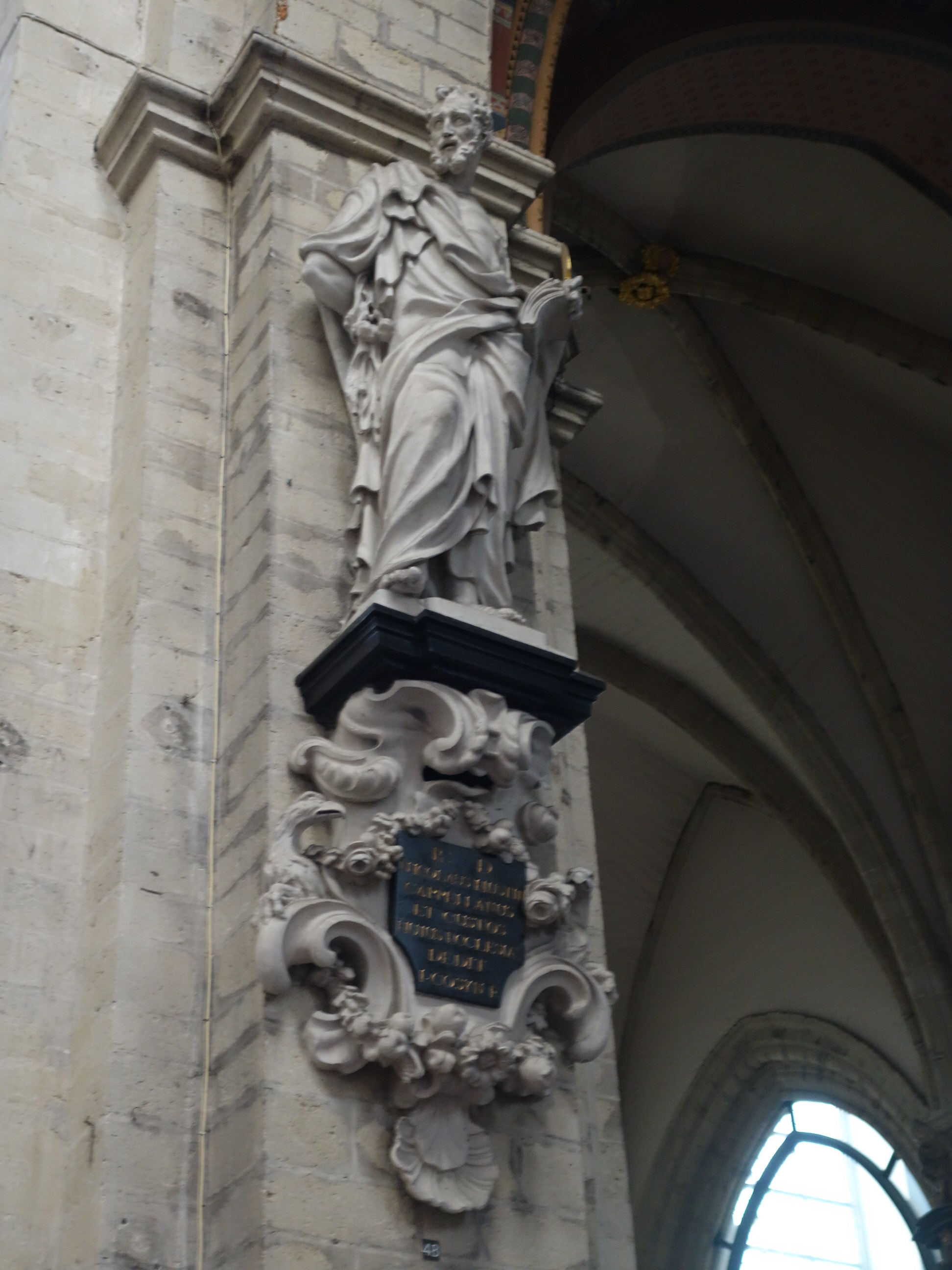
Standbeeld van Bartolomeüs in de Kapellekerk.

Jan Cosijn (Brussel, 1646 – aldaar, 1 april 1708) was een beeldhouwer-bouwmeester in het 17e-eeuwse Brussel.
Na leerling te zijn geweest bij Aert Moerevelt (1659), werd hij als meester toegelaten tot de Vier Gekroonden (1678). Cosijn was een van de beeldhouwers die zich na de verwoestende Franse bombardementen van 1695 ook tot bouwmeester ontpopten. Zijn belangrijkste realisaties zijn het Bellonahuis in de Vlaamsesteenweg en Den Coninck van Spaignien op de Grote Markt. Ze kenmerken zich door barokke decoratie op een verder klassiek aandoende gevel. Nog op de Grote Markt deed Cosijn reconstructiewerken aan Den Cruywagen en het Broodhuis.
Voor de Kapellekerk maakte Cosijn een standbeeld van de apostel Bartolomeüs, nog steeds ter plaatse te bezichtigen.
Hij stierf in 1708 en werd begraven in de Sint Goriks. Bij de afbraak van deze kerk werd het graf overgebracht naar de Sint Goedele. Het draagt zijn initialen "IC" en een onleesbaar geworden inscriptie, omringd door de symbolen van zijn ambacht: hamer, beitel, truweel, winkelhaak en schietlood.

## Voetnoten
1. ↑  Toeschrijving op basis van de Neolatijnse inscriptie onder het standbeeld: kapelaan Nicolaus Hustin schonk het en J. Cosyn maakte het.

- Virtual International Authority File: 305190885